# Argulus chicomendesi
Argulus chicomendesi is een visluizensoort uit de familie van de Argulidae. De wetenschappelijke naam van de soort is voor het eerst geldig gepubliceerd in 2000 door Malta & Varella.